# Fockenstein
Fockenstein là một ngọn núi cao 1.564 m trên mực nước biển ở Bayerischen Voralpen về phía tây của Tegernsee. Từ đỉnh có được toàn cảnh các đồi núi ở mọi phía, đặc biệt là những ngọn núi thuộc dãy núi Mangfall.

## Vị trí và các tuyến lên núi
Đỉnh nằm ở biên giới giữa các xã Gaißach và Bad Wiessee và có thể lên đỉnh núi dễ dàng từ Bad Wiessee qua Aueralm (mở cửa quanh năm, nằm ở độ cao 1.270 mét trên mực nước biển), hoặc qua Söllbachtal và Stinkergraben đến Hirschtalsattel. Hoặc từ Lenggries qua Geierstein hoặc qua Hirschbachtal đến Hirschtalsattel. Fockenstein cũng thường được leo lên vào mùa đông, đặc biệt là một phần của tour đi trượt tuyết dễ dàng. Mặc dù đường đến Aueralm thường dễ đi, không gặp bất kỳ trở ngại nào, nhưng các sườn núi dốc đứng ở trên đỉnh phải được đánh giá cẩn thận về mức độ nguy hiểm do nguy cơ tuyết lở. Tuyến đường Maximiliansweg từ Füssen đến Königssee cũng đi ngang qua Fockenstein. Vào mùa hè, quá trình đi lên từ Bad Wiessee mất hai giờ và đi xuống 1,5 giờ. Từ Lenggries (từ Lâu đài Hohenburg) qua Hirschtalsattel, bạn phải mất 2,5 giờ để đi lên và 2 giờ để đi xuống.

## Bản đồ
- Alpenvereinskarte Bayerische Alpen BY13 Mangfallgebirge West (1:25000)

## Hình ảnh

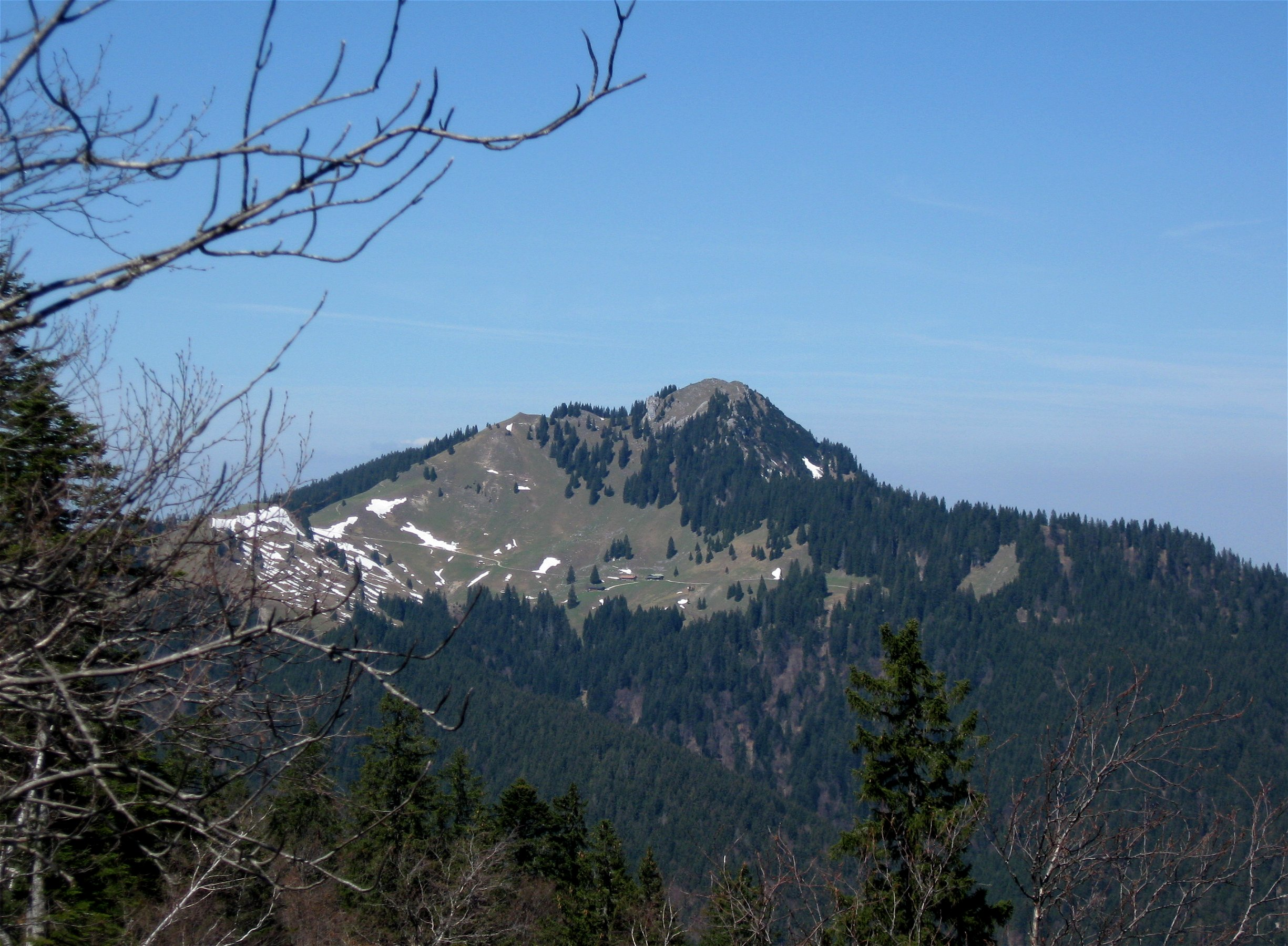
Fockenstein, Neuhüttenalm, nhìn từ Hirschberg
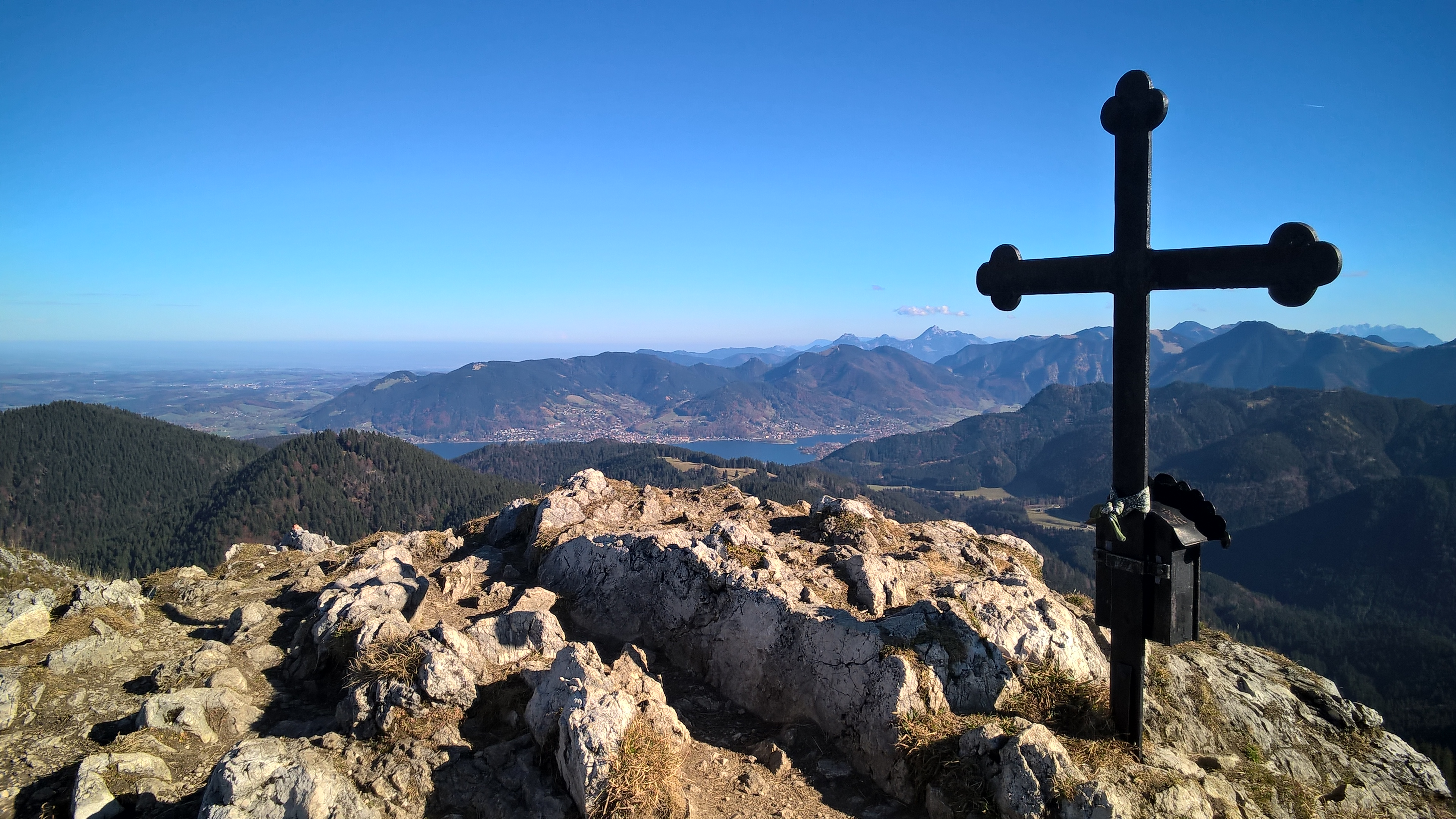
Thánh giá trên đỉnh với Tegernsee ở đằng sau
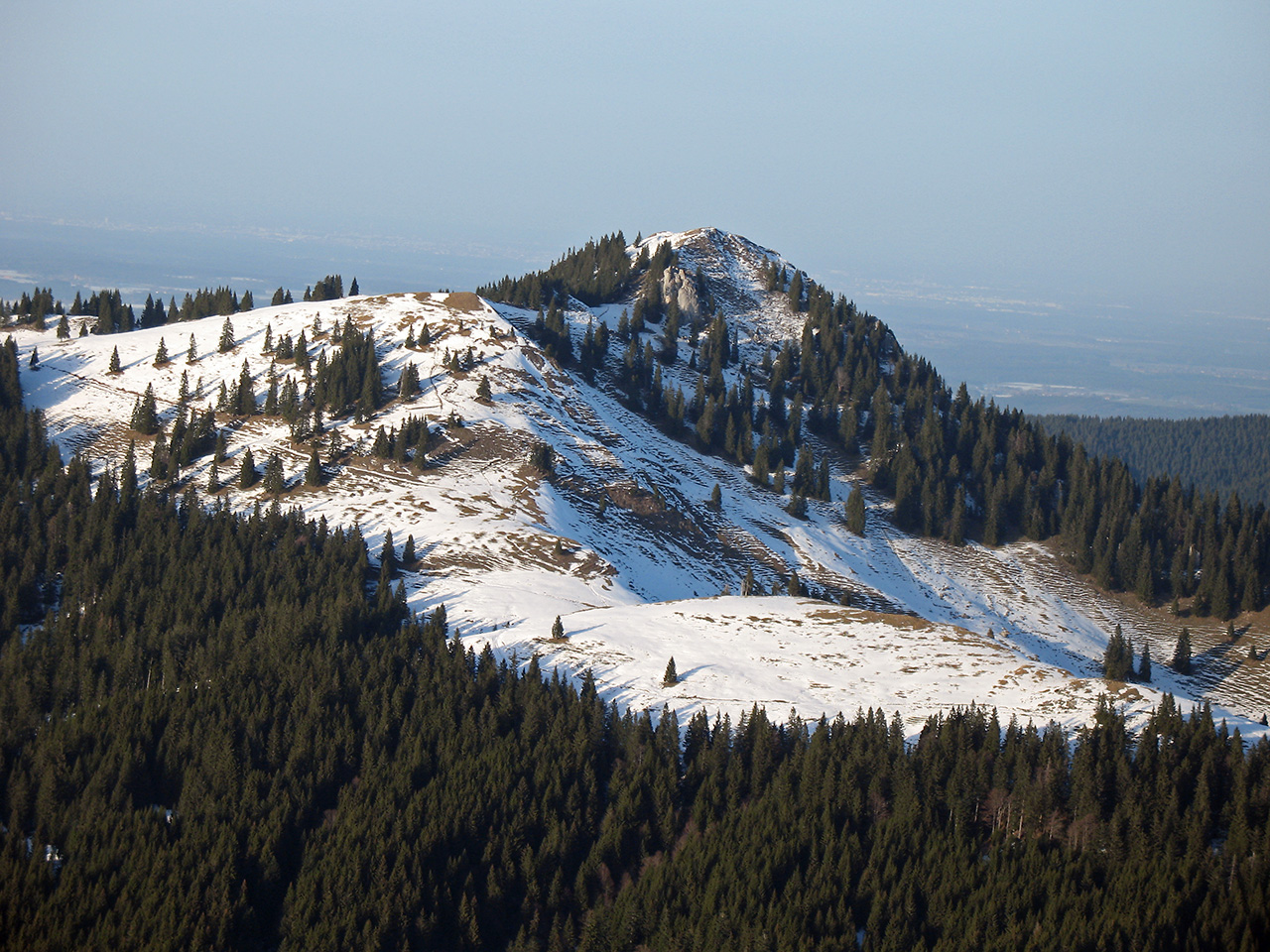
Đường lên phía nam